# سوات (بوزمور)
سوات هي إحدى مشيخات المملكة المغربية، تتبع جغرافيا لإقليم الصويرة وإداريًا لبوزمور. يقدر عدد سكانها بـ 1779 نسمة حسب الإحصاء الرسمي للسكان والسكنى لسنة 2004.